# Ostrężnica
Ostrężnica es una villa polaca, que cuenta con una población de aproximadamente 1.066 habitantes.
- Datos: Q3486666
- Multimedia: Ostrężnica / Q3486666

1. ↑  Worldpostalcodes.org,código postal n.º 32-065.